# Acerodon jubatus
Гигантска златокруна летећа лисица или гривасти ацеродон (Acerodon jubatus) је врста слепог миша из породице велики љиљци (Pteropodidae). 

## Распрострањење
Ареал врсте је ограничен на једну државу. Врста има станиште на Филипинима.

## Станиште
Станиште врсте су шуме. Врста је по висини распрострањена до 1.100 метара надморске висине.

## Угроженост
Ова врста се сматра угроженом.